# Juniperus jarkendensis
Juniperus jarkendensis là một loài thực vật hạt trần trong họ Cupressaceae. Loài này được Kom. mô tả khoa học đầu tiên năm 1923.